# Лази (Венґровський повіт)
Лази (пол. Łazy) — село в Польщі, у гміні Лохув Венґровського повіту Мазовецького воєводства.
Населення — 212 осіб (2011).
У 1975-1998 роках село належало до Седлецького воєводства.

## Демографія
Демографічна структура станом на 31 березня 2011 року:
|          | Загалом | Допрацездатний вік | Працездатний вік | Постпрацездатний вік |
| -------- | ------- | ------------------ | ---------------- | -------------------- |
| Чоловіки | 109     | 16                 | 73               | 20                   |
| Жінки    | 103     | 12                 | 53               | 38                   |
| Разом    | 212     | 28                 | 126              | 58                   |